# Casa del Estado de Vermont
La Casa del Estado de Vermont (en inglés, Vermont State House) ubicada en Montpelier, es el capitolio del estado de Vermont (Estados Unidos). El edificio de estilos neoclásico y neogriego fue inaugurado en 1859 y es la tercera casa del estado. Fue diseñado por el arquitecto Thomas Silloway ampliando el diseño de una estructura de Ammi B. Young. Es la sede de la Asamblea General de Vermont y está ubicado en la calle State en el extremo occidental del centro de Montpelier, una cuadra al norte del río Winooski. Gracias a su cúpula de pan de oro, es fácilmente visible al acercarse a Montpelier, la ciudad más pequeña que sirve como capital estatal en Estados Unidos.

## Historia y arquitectura

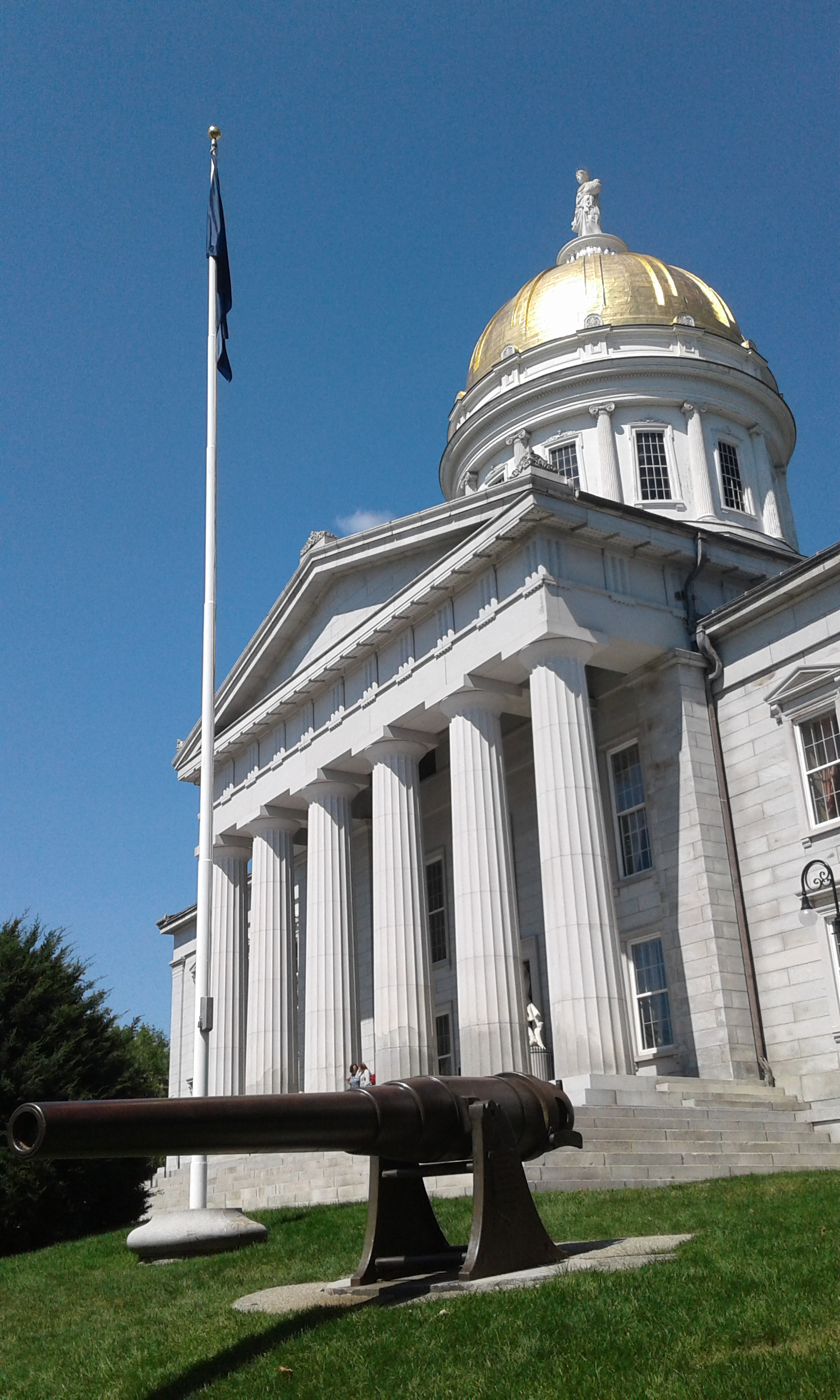
El pórtico dórico de Ammi B. Young se integró en el diseño de Thomas Silloway

En 1805, tras un arduo debate, Montpelier fue elegida capital de Vermont.  La primera Casa del Estado construida en 1808 por Sylvanus Baldwin fue reemplazada por el actual edificio de la Corte Suprema de Vermont terminado en 1918. Para evitar que el gobierno estatal fuera transferido, en 1831 los ciudadanos de Montpelier prometieron 15 000 dólares para la construcción de un nuevo capitolio.
La Segunda Casa del Estado fue diseñada por Ammi B. Young, más tarde arquitecto supervisor del Tesoro de Estados Unidos, y se construyó en el mismo sitio de la anterior entre 1833 y 1838. La estructura de Young era de un diseño de neogriego más reservado basado en el Templo de Hefesto en Atenas. El granito gris de Barre se utilizó para el diseño cruciforme de dos pisos con un pórtico dórico y una cúpula de platillo bajo que se hacía eco del primer diseño de William Thornton para el Capitolio de Estados Unidos.
La estructura de Young fue destruida casi por completo por un incendio en enero de 1857. Tras el incendio hubo un apoyo considerable para trasladar la capital a Burlington, pero Montpelier se impuso. La tercera Casa del Estado fue diseñada por Thomas Silloway, que pudo salvar el pórtico dórico, así como partes de las paredes de granito, que se incluyeron en el nuevo edificio. Silloway agregó un tramo adicional de ventanas a cada lado del pórtico central y aumentó la altura de la cúpula (cobre sobre una subestructura de madera) a su nivel actual. Esto puede haberse hecho para imitar la mayor altura de la nueva cúpula del Capitolio en Washington D. C. diseñada por Thomas U. Walter que se estaba construyendo durante el mismo tiempo. La construcción estuvo marcada por las disputas de Silloway con el superintendente Thomas E. Powers, pero dado que se completó en 1859 con la debida rapidez y por debajo del presupuesto de 150 000 dólares), la mayoría de los observadores lo declararon un éxito rotundo.
La cúpula y los techos se pintaron originalmente de un rojo terracota oscuro para sugerir tejas toscanas. La cúpula no fue dorada hasta 1906, cuando muchos estados lo hicieron como parte del estilo neocolonial británico. La cúpula está coronada por una estatua llamada Agriculture, una representación de Ceres, una antigua diosa romana de la agricultura. La estatua original fue tallada por el artista de Vermont Larkin Goldsmith Mead, quien también talló el gran busto de Lincoln en el Salón de las Inscripciones en la planta baja de la Casa del Estado. Esta estatua fue instalada en 1858. 
Cuando la primera estatua se pudrió, un reemplazo basado en el original de Mead fue tallado en 1938 por Dwight Dwinell, Sargento de Armas, de 87 años de edad. En abril de 2018 se retiró la segunda estatua. La actual la talló Chris Miller en un bloque laminado de caoba y se basó en un modelo a escala de un cuarto creado por Jerry Williams, que también se basó en la original.
El edificio fue restaurado en los años 1990 y sigue prestando su uso original.

## Arquitectura interior
La Casa del Estado contiene dos pisos principales accesibles por un par de escaleras circulares que se abren al Cross Hall de la planta baja. También hay un ascensor disponible. El Hall de entrada es de orden jónico griego y está flanqueado por retratos de los presidentes Calvin Coolidge y Chester A. Arthur, ambos nativos de Vermont. Las altas puertas de entrada dobles se pintaron y luego se recubrieron con un polvo metálico para que aparecieran como bronce en 1859. El Hall de entrada contiene un retrato del almirante George Dewey, nativo de Montpelier, en el puente de su buque insignia durante la Batalla de Cavite. La Cámara del Estado de Vermont no tiene una rotonda, la cúpula está ubicada casi directamente sobre el techo del Salón de Representantes en el segundo piso. 

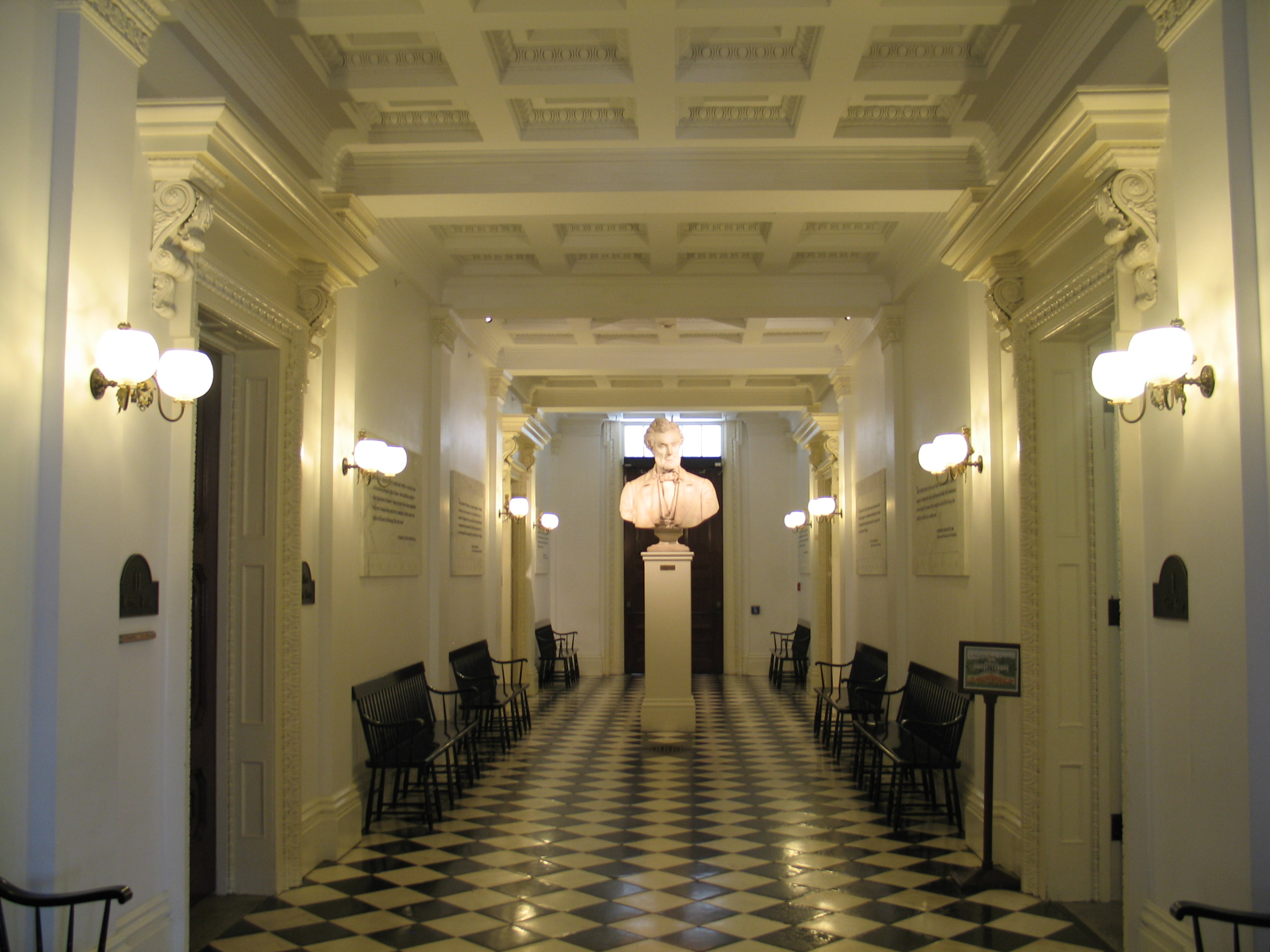
Corredor con el busto de Abraham Lincoln de Larkin Goldsmith Mead.

La sala pública principal es el Salón de las Inscripciones, un corredor con pilastras dóricas que presenta ocho monumentales tablas de mármol grabadas con citas sobre la naturaleza distintiva de la cultura y el patrimonio de Vermont. Las tabletas citan la Constitución de Vermont, Ethan Allen, Calvin Coolidge, George Aiken, Warren Austin y Dorothy Canfield Fisher. Cada tableta presenta catorce estrellas doradas, que representan los catorce condados de Vermont, los catorce años del estado como república independiente y el decimocuarto estado en unirse a la Unión federal. Las cuatro esquinas de cada tableta presentan una vaina de grano, un detalle que se encuentra en el Gran Sello de Vermont, diseñado por Ira Allen.
La oficina ceremonial del gobernador de Vermont, utilizada durante las sesiones legislativas para reuniones y firma de proyectos de ley, está ubicada en el ala oeste del segundo piso del edificio. La Cámara Ejecutiva ha sido restaurada a su apariencia de 1859 con ventanas con capotaje en el frontón sostenidas por ménsulas de estilo italiano y cornisas de cortinas doradas neorrococó. Una alfombra de estilo Wilton de color carmesí, celeste y dorado se tejió de nuevo como parte de la restauración. 
La oficina de trabajo y los apartamentos privados del gobernador están cerca de The Pavilion, construido al estilo Segundo Imperio y ubicado justo al este de la Corte Suprema de Vermont. Los retratos de los gobernadores de Vermont (incluido Howard Dean, que se muestra en una pose idiosincrásica en una canoa en medio de un entorno natural) están en el primer y segundo piso de la Casa del Estado, cuyos pasillos son una especie de galería de retratos del estado.

### Salas del Senado y de la Cámara de Representantes

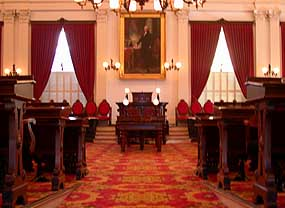
El Salón de Representantes, con el retrato rescatado de George Washington

Las dos cámaras de la Asamblea General de Vermont están en el segundo piso. Son las cámaras legislativas más antiguas de Estados Unidos en su estado original. Si bien ambas cámaras tienen galerías superiores para visitantes accesibles en un entrepiso del tercer piso, los visitantes pueden entrar y sentarse tranquilamente en el piso principal de las cámaras. Contrariamente a la tradición de decorar la cámara alta en rojo y la cámara baja en verde, establecida por la Cámara de los Lores y la Cámara de los Comunes en el Reino Unido, Vermont reserva los colores estatales de verde y oro para su cámara alta, el Senado de Vermont. 
El rojo y el dorado se utilizan para la Cámara de Representantes de Vermont que se reúne en el Salón de Representantes. Un gran medallón de yeso en el centro de la cámara en forma de loto con una roseta central de hojas de acanto sostiene un gasolier electrificado de dos niveles fabricado en Filadelfia por Cornelius y Baker. Cada pétalo de la roseta pesa aproximadamente 500 libras. Se han recreado brillantes alfombras de axminster para ambas cámaras basadas en viejas vistas estereoscópicas y pequeños restos encontrados en un ático. 
A ambos lados de la tribuna en el Salón de Representantes, hay una serie de asientos conectados con respaldo elíptico diseñados para llenar la pared norte de la cámara. Los asientos están tapizados y con mechones carmesí y se utilizan para sentar a los miembros del Senado de Vermont durante las sesiones conjuntas de la Asamblea General.

### Sala Cedar Creek

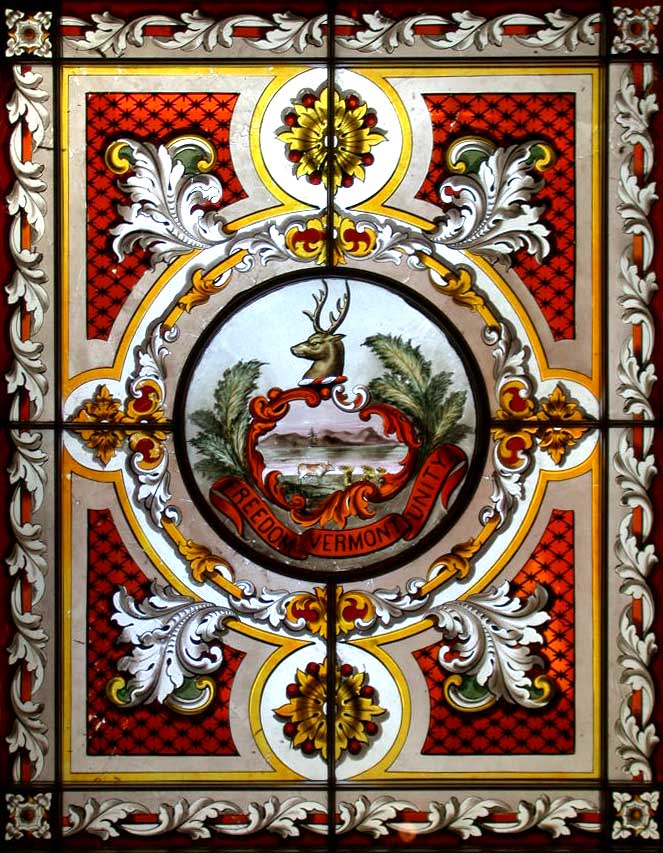
El escudo de armas del estado está ilustrado en uno de los dos tragaluces de los vitrales en la Sala Cedar Creek.

El segundo piso del ala oeste incluye Cedar Creek Room, una gran sala de recepción con un mural pintado por Julian Scott en 1874. El mural casi llena la pared sur y representa la Batalla de Cedar Creek durante la guerra civil estadounidense. La pintura destaca las contribuciones de las tropas de Vermont en la batalla. Esta fue un punto de inflexión en el conflicto, al poner fin a la eficacia de la Confederación en el Valle de Shenandoah. Las unidades de Vermont destacaron en las fuerzas de la Unión en esa batalla, y cinco de las 21 Medallas de Honor otorgadas por el compromiso fueron para vermonteses. La sala está iluminada por dos tragaluces de vitrales en el techo artesonado profundamente que data de 1859 cuando la sala albergaba la Biblioteca Estatal.

### Mobiliario y estatuas
La mayoría de los muebles del edificio datan de la reconstrucción de 1859 de la Casa del Estado, incluidas las 30 sillas de nogal negro en la cámara del Senado de Vermont, que todavía se utilizan para el mismo propósito en la actualidad. Varios sofás estilo American Empire, un juego de sillas klismos, sillas estilo neorrenacentista de nogal negro talladas para el presidente del Senado y el presidente de la Cámara, y suites de sillones y sillas neorrococó también datan de la finalización de la reconstrucción de Silloway. La mayoría de los accesorios de iluminación del edificio son candelabros y apliques de pared originales, restaurados y electrificados ormolu fabricados en Filadelfia por Cornelius y Baker durante la década de 1850. 
El gran candelabro de dos niveles y 26 luces en Representatives Hall presenta esculturas de figuras mitológicas, incluida una copia de The Greek Slave, del escultor de Vermont Hiram Powers, que se convirtió en un ícono abolicionista. Solo el gran retrato de George Washington, pintado hacia 1837 por George Gassner después de que Gilbert Stuart, que cuelga sobre la silla del orador en el Salón de Representantes, sobreviviera al incendio de 1857.

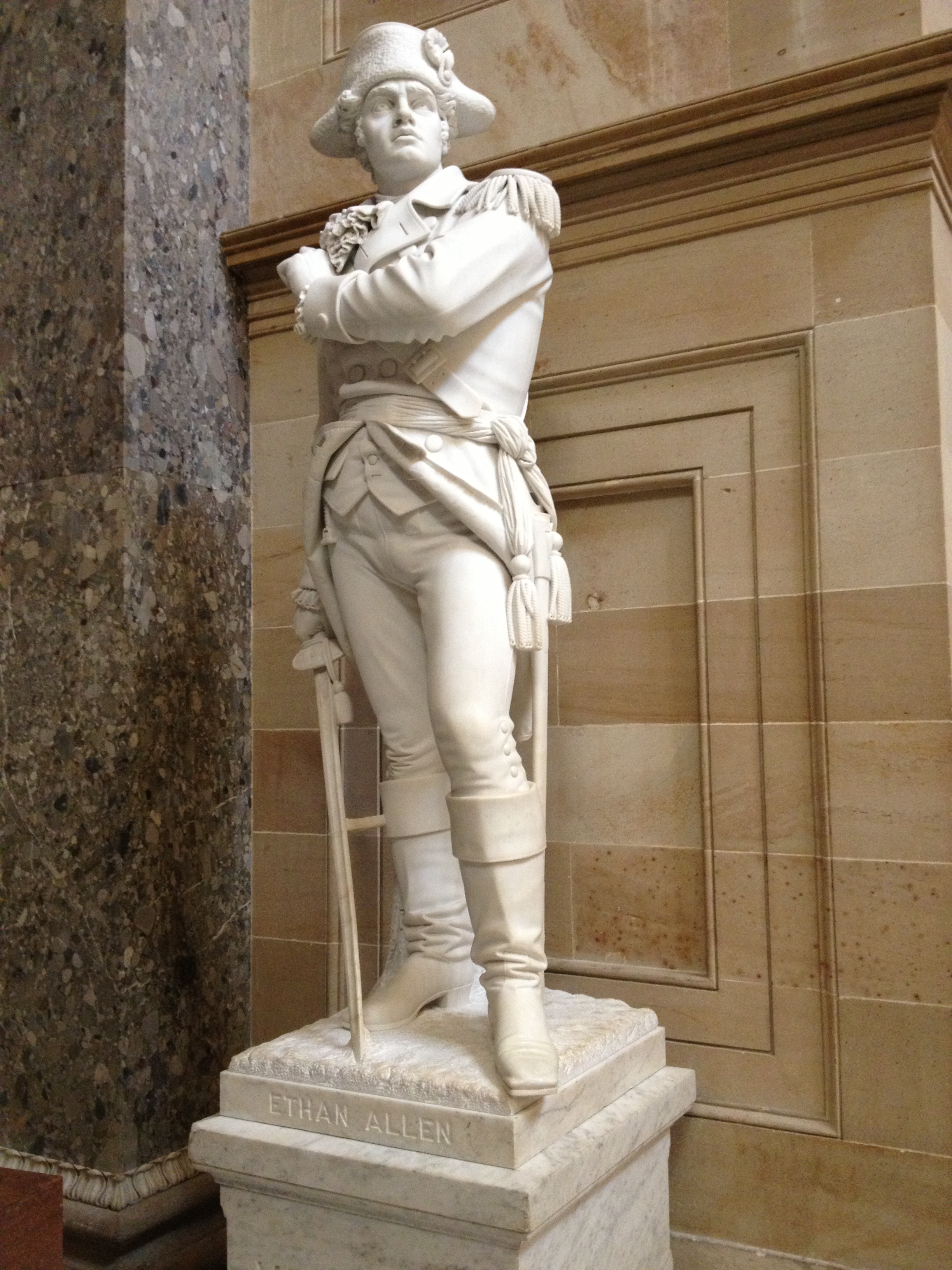
Estatua de Ethan Allen en la entrada ceremonial principal

El pórtico dórico, la entrada ceremonial principal, alberga una estatua de granito de Ethan Allen. Ethan Allen fue uno de los fundadores de Vermont y comandante de los Green Mountain Boys, una de las primeras infantería militar de Vermont activa durante la República de Vermont, entre 1777 y 1791. La estatua fue tallada por Aristide Piccini en 1941, para reemplazar la versión de mármol original tallada por Larkin Goldsmith Mead en 1858. El arquitecto Stanford White consideró que la Casa del Estado de Vermont de Silloway era el mejor ejemplo del estilo neogriego en Estados Unidos.

## Puertas abiertas
La reputación de Vermont como gobierno popular está representada por el apodo de la Cámara de Representantes "Casa del Pueblo". Si bien su uso principal es como la casa de la rama legislativa del gobierno de Vermont, desde sus inicios también ha funcionado como un museo y entidad cultural estatal.
El edificio está abierto a los visitantes con muy pocas restricciones, independientemente de que la legislatura sesiones. En invierno la Sala de Representantes se utiliza para los conciertos nocturnos "Noches de agricultores". Durante el clima más cálido, el césped en el lado sur se usa para conciertos de la Orquesta Sinfónica de Vermont, bandas municipales de todo el estado, marchas con gaitas, conciertos de danza moderna.
En los últimos años, cada 14 de febrero las columnas del pórtico y el césped están adornadas con corazones de papel rojo por el llamado Valentine Phantom. Además, el césped público y los escalones del pórtico sirven como plataforma para manifestaciones pacíficas, conferencias de prensa y para dar la bienvenida formal a los visitantes oficiales al estado.
El 12 de junio de 2013, Google agregó el edificio a sus imágenes de Street View.

## Galería

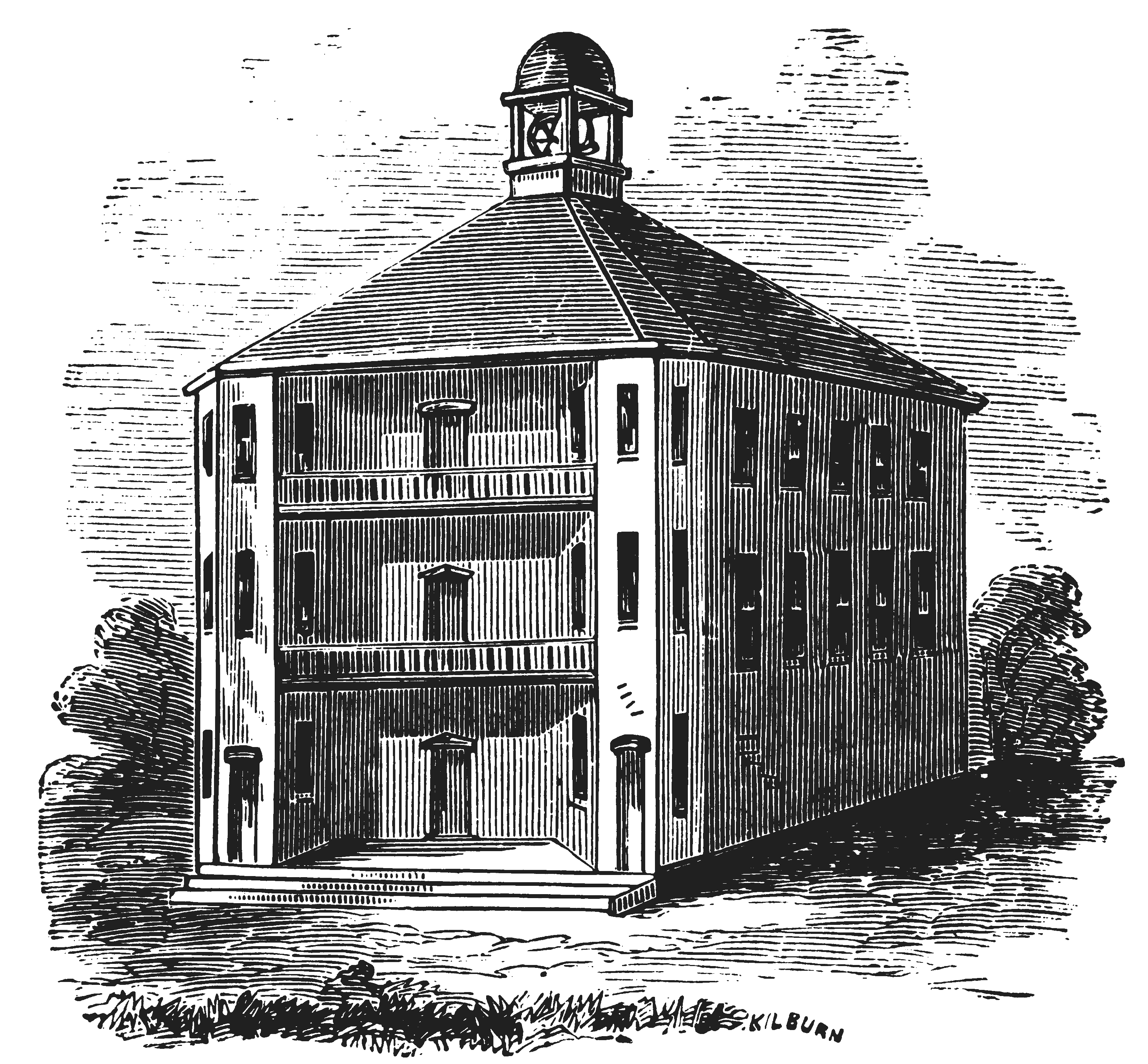
La primera Casa del Estado de Vermont, construida en 1808, fue diseñada por Sylvanus Baldwin
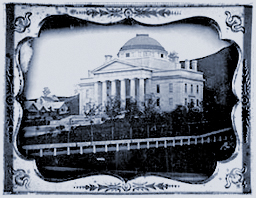
Daguerrotipo de los años 1850 de la segunda Casa del Estado con la cúpula baja de "platillo" de Ammi B. Young
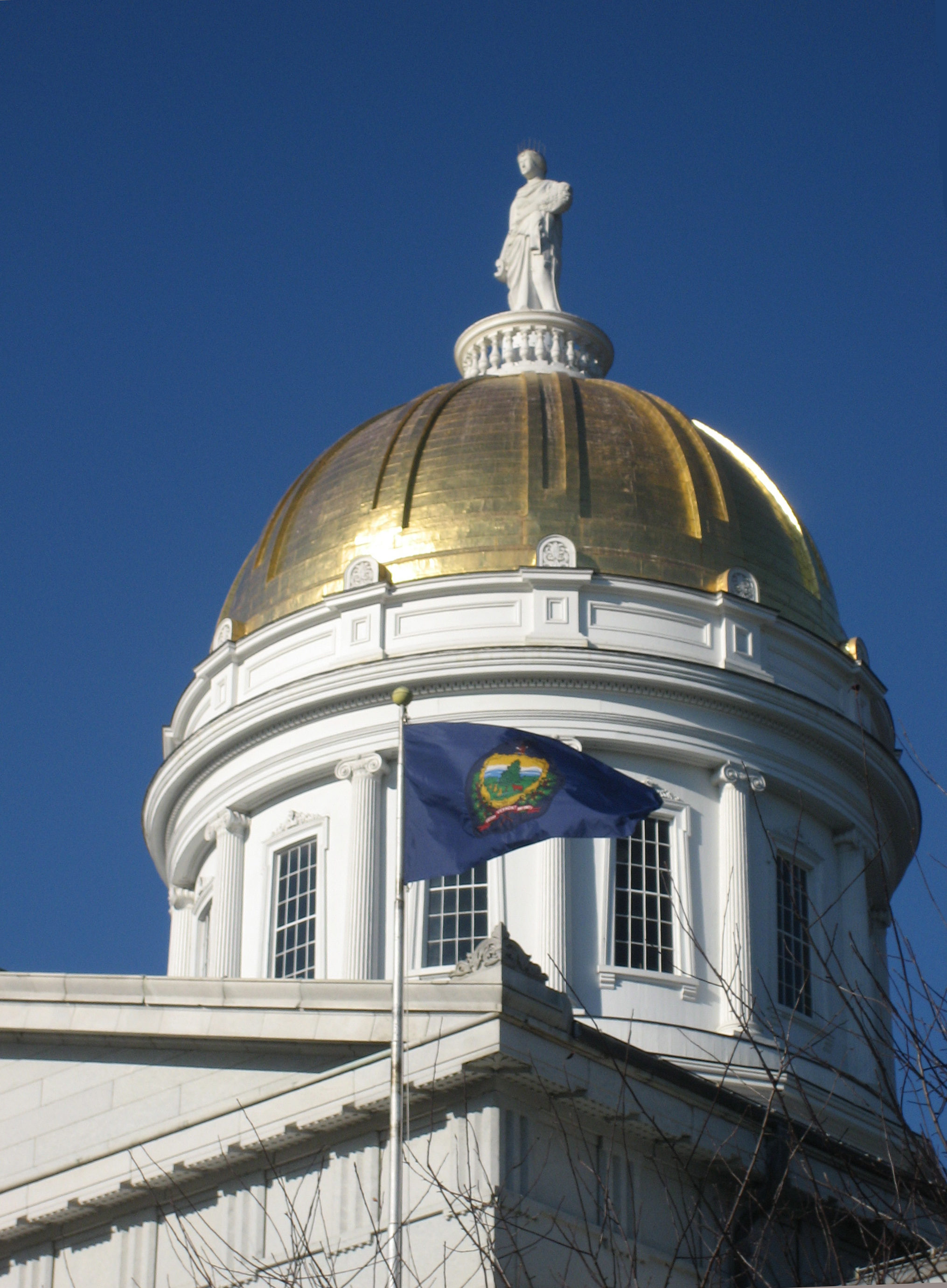
Agriculture, una representación de Ceres, en la cúpula de Thomas Silloway
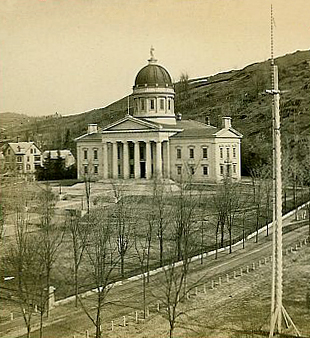
Vista estereográfica hacia 1870 de la tercera Casa del Estado con la cúpula de Thomas Silloway